# جرمان

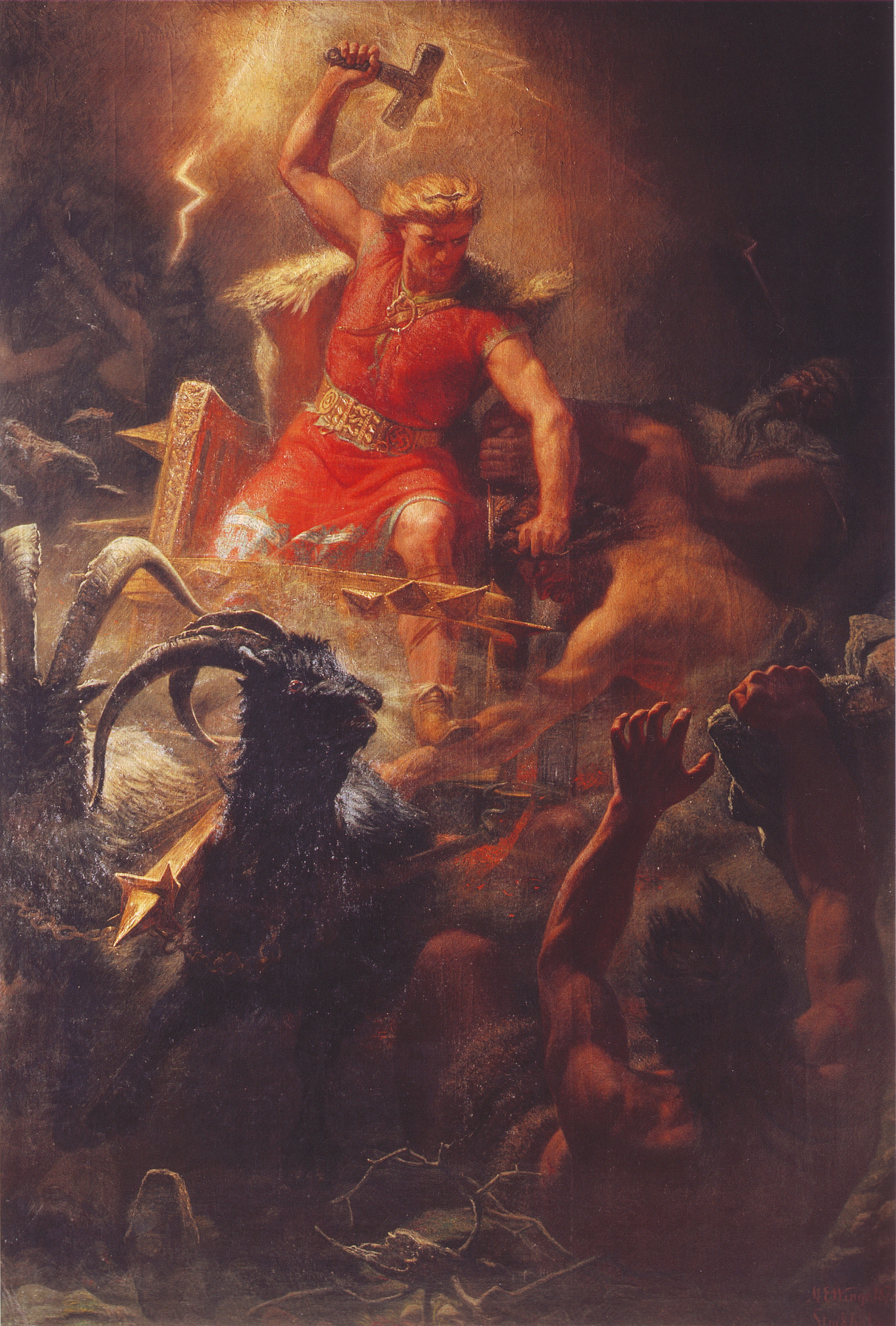
ثور يقاتل العمالقة بريشة مارتن اسكيل وينج. المتحف الوطني السويدي ، ستوكهولم. تور، إله الرعد الجرماني. المطرقة تترافق دوما مع صوت الرعد.

الْجِرْمَان أو التِّيُوتُون (بالإنجليزية: Germanic peoples)‏(بالإنجليزية: Teutonic peoples)‏. هم -بشكل عام- الشعوب والقبائل التي تتحدث باللغات الجرمانية والتي تنحدر من نفس الأصل العرقي. استوطنوا المناطق المحاذية للإمبراطورية الرومانية وكانوا مصدر إزعاج دائم لها ثم لاحقًا أصبحوا أحد الأسباب الرئيسية لسقوطها. من أشهر القبائل الجرمانية قبائل القوط بفرعيها القوط الشرقيون والقوط الغربيون والوندال والسكسونيون والأنجلوسكسونيون واللومبارد والفرنج والفايكنج وغيرهم.
تشكل الشعوب الجرمانية فرع إثني ولغوي من الشعوب الهندوأوروبية يعود أصلها ومنشأها إلى أوروبا الشمالية وأغلبهم من منطقة إسكندنافيا ويتميزون باستخدامهم لغات جرمانية وانهم ينحدرون من الجرمانيين الأوائل (بالإنجليزية: Proto-Germanic)‏. الشعوب الجرمانية هاجرت من شمال أوروبا وانتشروا في باقي مناطق أوروبا ممتزجين بالشعوب والسكان المحليين في أصقاع أوروبا الأخرى (مثل القلط وأيضًا الصقالبة/الفنديون والرومان) مشكلين الأساس المستقبلي للأمم الأوروبية المختلفة، بشكل متفاوت تترابط الشعوب الجرمانية بالتقارب اللغوي والشكل المميز، والتاريخ والثقافة.
الإثنية الجرمانية يُفترض أنها ظهرت خلال العصر البرونزي الشمالي قبل آلاف السنين أو على أبعد تقدير خلال ما قبل العصر الحديدي الروماني.
بدأت القبائل من جنوب إسكندنافيا وشمال ألمانيا وغربها، في التوسع جنوبًا وشرقًا وغربًا في القرن الأول قبل الميلاد، يتصلون مع قبائل الكلت والغال وكذلك القبائل البلطيقية، والسلافية في شرق أوروبا. لا يعرف الكثير عن التاريخ الجرماني المُبكر، إلا من خلال الوقائع التاريخية المسجلة للتفاعل مع الإمبراطورية الرومانية

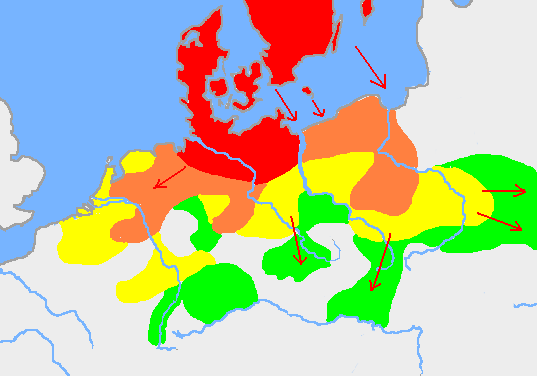
توسع القبائل الجرمانية في المدة بين 750 ق.م إلى القرن الأول الميلادي

تحت قيادة الجنرال الروماني أغسطس قيصر بدأ غزو جيرمانيا (وهو تعبير يستخدمه الرومان لتعريف الأراضي التي تمتد تقريبًا من الراين إلى جبال الأورال)، وفي هذه الفترة كانت القبائل الجرمانية تصارع الرومان من أجل الحفاظ على الهوية القبلية لقبائلهم.
ألمانيا الحديثة، الممتدة ما بين الراين والدانوب، ظلت خارج الإمبراطورية الرومانية.
مع العام 100 ميلادي، القبائل الجرمانية استقرت على امتداد نهر الراين ونهر الدانوب، وتحتل أكثر من مساحة ألمانيا الحديثة.
وقد شهد القرن الثالث الميلادي ظهور عدد كبير من القبائل الجرمانية الغربية مثل: ألامانيون، الفرنجة، الخاتيون، السكسونيون، الفريزيون والتورينجيون.
بنحو عام 260، الشعوب الجرمانية اخترقت اللآيم ونهر الدانوب على الحدود في الأراضي التي تسيطر عليها الإمبراطورية الرومانية.

## التاريخ
يبدو أن المجال الثقافي الجرماني نشأ في الألفية الأولى قبل الميلاد مع تبلور حضارة ياستورف والتحول الساكن الجرماني (قانون غريم). يتفق العلماء عمومًا على أنه من الممكن التحدث عن الشعوب التي تتحدث اللغة الجرمانية بعد سنة 500 قبل الميلاد، رغم أن الدليل الأول على وجود كلمة «جرماني» لم يظهر سوى بعد فترة طويلة.

### أولى الاتصالات المحتملة الأولى مع العالم الكلاسيكي
قبل يوليوس قيصر، لم يكن للرومان واليونانيين أي اتصال يذكر مع شمال أوروبا نفسها. كان بيثياس، الذي سافر إلى شمال أوروبا في وقت ما في أواخر القرن الرابع قبل الميلاد، أحد المصادر القليلة التي وفرت معلومات للمؤرخين اللاحقين. إلا أن الرومان واليونانيين كانوا على اتصال مع أهل الشمال الذين قدموا إلى الجنوب، ولكن بالنسبة للرومانيين-اليونانيين المتحضرين، فإن هؤلاء «البرابرة» حملوا مصطلحات بدائية على أنهم فقراء، ووحشيون، وغير متحضرين، وجاهلين للحضارة العليا، ولكنهم أقوياء بدنيًا نظرًا لقساوة نمط حياتهم.
ذكر الباستارنيون في مصادر تاريخية ترجع إلى القرن الثالث قبل الميلاد حتى القرن الرابع الميلادي. وصف المؤلفون اليونانيون والرومان الباستارنيين بأنهم يعيشون في المنطقة شرقي جبال الكاربات، وشمال دلتا الدانوب عند البحر الأسود. وصفوا بأنهم سلطيون أو سكوثيون، ولكن لاحقًا، ذكر تاسيتس في خلاف مع مع ليفي، أنهم أشبه للجيرماني في اللغة. بحسب بعض المؤلفين آنذاك، كان الباستارنيون والسكيريون أولى الشعوب الجرمانية الواصلة إلى العالم اليوناني-الروماني ومنطقة البحر الأسود.
في الفترة بين عامي 201 و202 قبل الميلاد، جند المقدونيون، بقيادة الملك فيليب الخامس، الباستارنيين كجنود لمحاربة الجمهورية الرومانية في الحرب المقدونية الثانية. بقوا موجودين في تلك المنطقة حتى وقت متأخر في الإمبراطورية الرومانية كان الباستارنيون (البيوسيني) جزءًا من الشعب الذي عاش في جزيرة بيوس، عند مصب الدانوب على البحر الأسود. جند الملك بيرسيوس الباستارنيين بين عامي 171 و168 قبل الميلاد لخوض الحرب المقدونية الثالثة. بحلول عام 29 قبل الميلاد، أخضعوا من قبل الرومان، وأولئك الذين بقوا من المفترض أنهم اندمجوا في مجموعات مختلفة من القوط في القرن الثاني بعد الميلاد.
ثمة شعب شرقي آخر معروف منذ حوالي 200 سنة قبل الميلاد، ويعتقد أحيانًا بتكلمه الجرمانية، السكيريون، لأنهم يظهرون في نص مرسوم أولبيا، وهي مدينة على البحر الأسود، ويسجل النص أسماء البرابرة الذين شكلوا خطرًا على المدينة، بمن فيهم الغلاطيون، والسكيريون، والسكوثيون، وآخرون غيرهم. هناك نظرية تقول أن سكيري، الذي ربما يعني «نقي»، كان يقصد به التباين مع اسم باستارني، الذي ربما يعني «المختلطين أو أولاد الزنا». بعد فترة طويلة، حدد بلينيوس الأكبر موضعهما في الشمال قرب فيستولا مع شعب آخر غير معروف يدعى هيرري. يساوى أحيانًا بين الهيرري والهاري الذين ذكرهم تاسيتوس في تلك المنطقة، الذين اعتبرهم لوجيين جرمانيين. قورنت الأسماء أيضًا باسم هيرولي، وهو شعب جرماني شرقي آخر.

### حرب كيمبريان
في أواخر القرن الثاني قبل الميلاد، تسرد المصادر الرومانية واليونانية الهجرات التي قام بها الغول في أقصى الشمال، أي الكيمبريون والتيوتونيون والأمبرونيون الذين صنفهم قيصر لاحقًا على أنهم جرمانيون. ظهروا للمرة الأولى في أوروبا الشرقية حيث يقترح بعض الباحثين أنهم ربما كانوا على اتصال مع الباستارنيين والسكورديسيين. في عام 113 قبل الميلاد، هزموا البيوس في معركة نوريا في نوريكوم.
أسفرت تحركات هذه الجماعات عبر أجزاء من بلاد الغال وإيطاليا وإسبانيا عن حرب كيمبريان، بقيادة قنصلها غايوس ماريوس.
في الغال، هزمت قوة مشتركة من الكيمبريين والتيوتونيين وآخرين الرومان في معركة بورديغالا سنة 107 قبل الميلاد في بوردو، وفي معركة أراوسيو (105) في أورانج في فرنسا، وفي معركة ترينتوم (102) في ترينتو في إيطاليا. صد الرومان عمليات التوغل الإضافية التي قاموا بها داخل إيطاليا الرومانية في معركة أكواي سيكتيا (آكس أون بروفانس) في عام 102 قبل الميلاد، ومعركة فيرسيلاي في عام 101 قبل الميلاد (في فيرتشيلي في بييمونتي).
تذكر إحدى المصادر الكلاسيكية، نايوس بومبيوس تروغوس، شعب بلاد الغال الشمالي في وقت لاحق، إذ يربطهم بأوروبا الشرقية، قائلًا إن الباستارنيين والكيمبريين على السواء كانا حليفين لميثراداتس السادس.

### الاتصالات الجرمانية-الرومانية

#### يوليوس قيصر – القرن الأول قبل الميلاد
قام قيصر بحملته في الغال (ما يعرف الآن بفرنسا) بين عامي 58 و50 قبل الميلاد، في فترة نهاية الجمهورية الرومانية. طرح في تسجيله لمغامراته خلال هذه الحملة مصطلح «الجرمانية» للإشارة إلى شعوب مثل الكيمبريين والسويفي.
قاد أريوفستوس في العام 63 قبل الميلاد، الذي وصفه قيصر بأنه ملك جرماني، قوات مختلطة فوق الراين إلى بلاد الغال كحليف للسكواني والأفيرني في معركتهم ضد الإيدوي، الذين هزموهم في معركة ماغيتوبريغا. بقي هناك في غرب الراين. في عام 59 قبل الميلاد، عرف الأريوفستوس بكونهم حلفاء من قبل مجلس الشيوخ الروماني.
في عام 58 قبل الميلاد، انحاز قيصر، الذي كام حاكمًا على بلاد الغال، إلى صف الإيودي ضد أريوفستوس وحلفائه. ذكر أن أريوفستوس قد ثبت بالفعل 120 ألفًا من شعبه، وطالب بالأرض من أجل 24 ألفًا من الهارودس الذين هزموا بعد ذلك جماعة أيدوي، وأن 100 من من قبائل سويفي أتت إلى بلاد الغال. هزم قيصر أريوفيستوس في معركة فوسغيس سنة 85 قبل الميلاد. سجل قيصر أولئك الشعوب الذين حاربوا في صف أريوفيستوس بكونهم: الهارودس، والماركومانيين، والتريبوكي، والفانغيونيين، والناميتيين، واليودوسي، والسوبي.
بين عامي 55 و53 قبل الميلاد. نقل قيصر انتباهه إلى الغال الشمالية. في سنة 55 قبل الميلاد، استعرض قوته في الراين الأدنى، عابرًا إياه بجسر صنع بسرعة، ثم ذبح مجموعة كبيرة من المهاجرين من تنتيري وأوسيبتس الذين عبروا الراين من الشرق. في شتاء عام 54/53، رافق الإيبورونيون، أكبر مجموعة من جيرماني سيسرهيناني، قائد تريفري، إندوتيوماروس، في ثورة ضد الرومان قتل خلالها حامية رومانية بكاملها.
عند سؤاله عن الشعب الجرماني خلال حملاته، علم قيصر عن جماعات أخرى، مثل «البلج»؛ بينما زعم أنهم طردوا سكان الغال، قبل لقيصر أنهم «الذين منعوا التيوتوني والكيمبريين من غزو أراضيهم». أدرج قيصر بعض جيرماني سيسرهناني المذكور آنفا كما يلي: اليوبرونيين، والكوندروسي، وكايرايزي، وبايماني.
يما حاول الرومان فرض مشيئتهم السياسية على الشعوب الجرمانية في كل أنحاء الغال، استمر انتشار البغض تجاه الغزاة الرومان. رغم الجهود التعاونية التي قادها فارسانجيتوراكس، تمكن قيصر من التغلب على هذه المجموعات؛ وبعد ذلك، طبق مزيجًا من القسوة والإحسان لإبقاء الزعماء الجرمانيين خاضعين ووديين. في غضون عقد من بداية الأعمال العدائية، هدّأ قيصر بالفعل من حدة الصراع في تلك المناطق.
مع ذلك، في القرن الأول قبل الميلاد، استعمل سترابو وسيسيرو مصطلح «جرماني» بأشكال وضح تأثرها بقيصر.

#### سلالة خوليو كلوديان الحاكمة (27 قبل الميلاد – 68 ميلادية) وسنة الأباطرة الأربعة (69 م)
قبل الظهور الرسمي لسلالة خوليو كلوديان، أصبح ماركوس فيبسانيوس أغريبا قنصل بلاد الغال الواقعة خلف جبال الألب، الرجل الروماني الثاني الذي يقود القوات فوق نهر الراين في سنة 38 قبل الميلاد. في عام 31 قبل الميلاد، صد غايوس كاريناس هجومًا شنه سويفي من شرق الراين. ثم في سنة 25 قبل الميلاد، بعد سنتين فقط من تولي أغسطس العرش، انتقم ماركوس فينيسيوس من بعض الجرمانيين في جرمانيا، الذين قتلوا تجارًا رومان.

## شعوب جرمانية شرقية
قبائل جرمانية شرقية
- بستارنيون
- برغنديون
- غبيديون
- وندال
- قوط شرقيون وقوط غربيون

## شعوب جرمانية غربية
قبائل جرمانية غربية
- ألمان
- أنجل
- سكسونيون
- أنجلوسكسونيون
- فريزيون
- يوط
- فريزيافون
- هولنديون
- ألمانيون إثنيون
- نمساويون
- إنجليز

## شعوب جرمانية شمالية
قبائل جرمانية شمالية
- دنماركيون
- فارويون
- نرويجيون
- سويديون
- آيسلنديون